# Nisaetus nipalensis
Nisaetus nipalensis е вид птица от семейство Ястребови (Accipitridae).

## Разпространение
Видът е разпространен в Бутан, Виетнам, Индия, Камбоджа, Китай, Лаос, Мианмар, Непал, Пакистан, Русия, Тайланд, Шри Ланка и Япония.